# Matthias Riedl

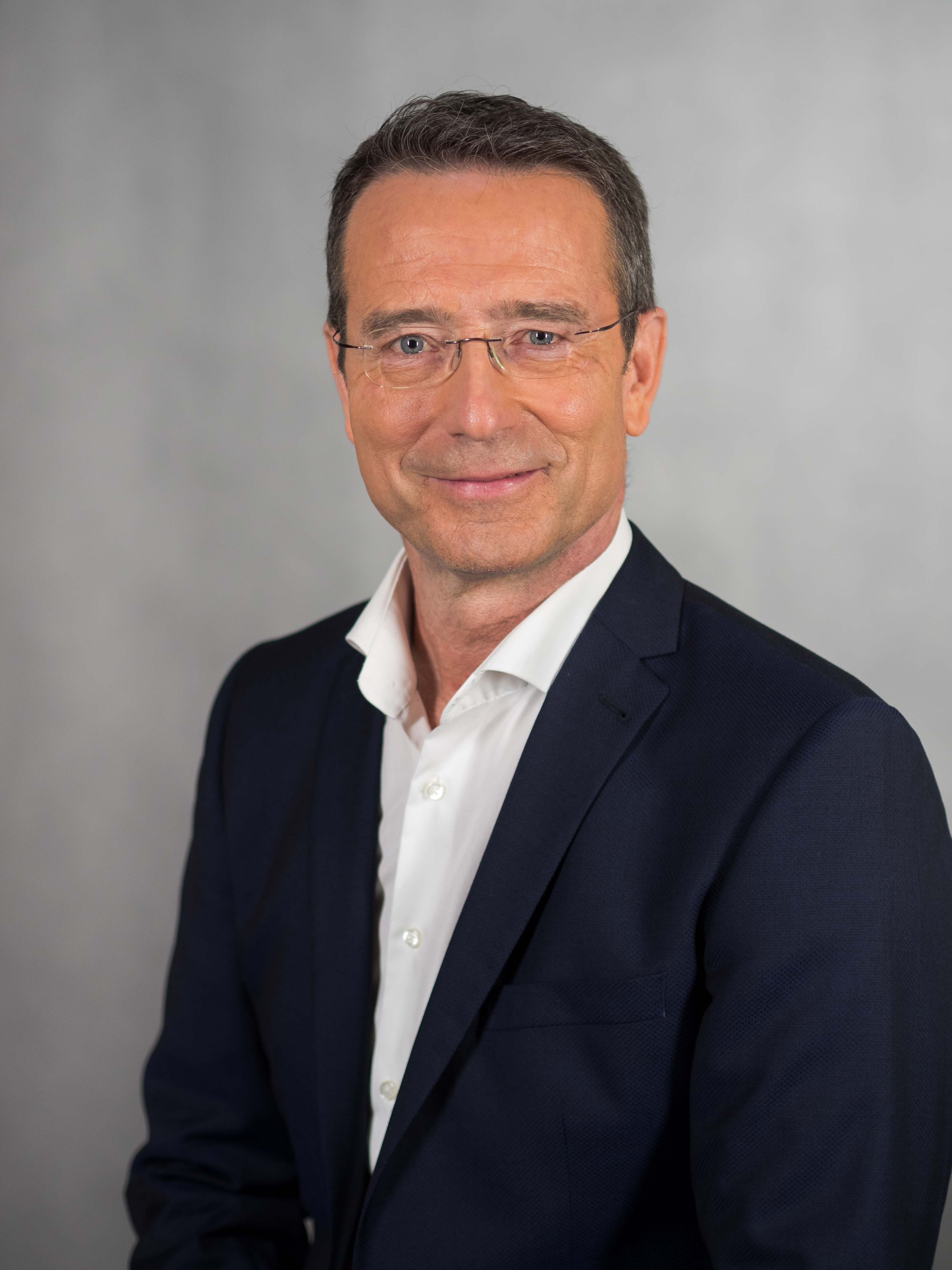
Matthias Riedl (2017)

Matthias Riedl (* 6. Oktober 1962 in Uetersen) ist ein deutscher Arzt für Innere Medizin, Ernährungsmedizin und Diabetologe, Unternehmer und Publizist.

## Biografie
Matthias Riedl wurde in Uetersen bei Pinneberg geboren. Nach dem Abitur arbeitete er mehrere Jahre als Journalist für verschiedene Tageszeitungen unter anderem im A. Beig Verlag. Ab 1982 studierte er  gleichzeitig Medizin an der Universität Hamburg. Nach dem dritten Staatsexamen 1989 absolvierte er in der heutigen Regioklinik Pinneberg seine Facharztausbildung zum Internisten und arbeitete als Notarzt. Dort gründete er ein Zentrum für stationäre Diabetesbetreuung und Schulung. 1998 erhielt er die Anerkennung zum Diabetologen DDG, die Fachkunden Ernährungsmedizin und Diabetologie ÄK Hamburg folgten im Jahr 2000 und 2006. Riedl arbeitet in Hamburg und lebt im Kreis Pinneberg.
1999 wurde Matthias Riedl gebeten, die Privatisierung der Diabetiker Zentrale Hamburg, eine Einrichtung des Medizinischen Dienstes der Krankenkassen, zu einer Diabetesschwerpunktpraxis mitzugestalten. Die 1943 gegründete Einrichtung hatte über Jahrzehnte die Aufgabe, Diabetiker in Norddeutschland zu versorgen. 2007 baut Matthias Riedl als Gründer, Alleingesellschafter und ärztlicher Direktor die Schwerpunktpraxis für Diabetiker zu einem interdisziplinären medizinischen Versorgungszentrum für Diabetologie, Ernährungsmedizin, Kardiologie, Psychotherapie, Allgemeinmedizin, Augenheilkunde, Parodontologie und Geriatrie aus (Weitere Fächer: Akupunktur, Palliativmedizin, Hypertensiologie). 2016 hatte die medicum Hamburg MVZ GmbH über 100 Mitarbeiter.
Das medicum Hamburg beteiligt sich als akademische Lehrpraxis zweier Universitäten (Universität Hamburg und Semmelweis-Universität Asklepios medical School Campus Hamburg) an der Studentenausbildung. Als Vorstandsmitglied des Bundes der Deutschen Ernährungsmediziner (BDEM) setzt Riedl sich seit 2012 für die bessere ernährungstherapeutische Versorgung der Menschen in Deutschland ein. 2017 wurde er zusätzlich zum Pressesprecher des BDEM gewählt. Seit 2010 tritt Riedl bei Fernseh- und Rundfunksendern auf. 2012 konzipierte Riedl zusammen mit dem NDR und seinen Kollegen Anne Fleck und Jörn Klasen die Fernsehsendung Die Ernährungs-Docs, die Möglichkeiten der Ernährungstherapie an konkreten Patientenfällen verdeutlicht. Seit 2016 beteiligt sich auch der WDR an dem Medizin-Format. 2018 wird die 4. Staffel der NDR/WDR-Ernährungs-Docs gesendet. 2019 wurde Riedl vom Bund Deutscher Ernährungsmediziner mit dem BDEM Therapiepreis für seine Leistungen um die Förderung der Ernährungsmedizin in Öffentlichkeit und Gesundheitspolitik geehrt.
Mit einer seiner Veröffentlichung, dem „20:80-Prinzip“, erschienen im GU-Verlag, hat Riedl die Arbeitsweise seines Zentrums für Übergewicht und Ernährungsmedizin in ein Handbuch zum Changemanagement für eine gesunde Ernährung umgesetzt. Darin beschreibt er den von ihm geprägten Begriff der „artgerechten“ Ernährung. Riedl propagiert eine dem Ausmaß der körperlichen Bewegung angepasste Kohlenhydratdosierung, gemüse- und nussreiche Ernährung sowie gewichtsadaptierte Eiweißdosierung. Er setzt dieses Konzept nicht nur zur Behandlung von Adipositas, sondern auch zur Remissionsbehandlung von Diabetes Typ 2 ein. Er stellt sich damit in Teilen gegen die zu kohlenhydratlastigen Empfehlungen der Deutschen Gesellschaft für Ernährung und der Deutschen Diabetesgesellschaft.
Matthias Riedl kritisiert eine zu frühe Insulintherapie – wie auch schon Stephan Martin und Nicolai Worm: Eine effektive Ernährungstherapie werde dem Großteil der deutschen Typ-2-Diabetiker vorenthalten. Die verfrühte Insulintherapie führe zu einer Spirale aus Gewichtszunahme und – daraus resultierend – immer weiteren Insulin-Dosissteigerungen. Diese Behandlungsweise erhöhe die Sterblichkeit.
2019 gründete Matthias Riedl zusammen mit Kirsten Heinze und Friedrich Riedl die myFoodDoctor GmbH zur Entwicklung einer ernährungstherapeutischen digitalen Gesundheitsanwendung basierend auf der Publikation Abnehmen nach dem 20:80 Prinzip. Die App myFoodDoctor wurde Anfang 2021 in den Appstores veröffentlicht.
Weitere publizistische Aktivitäten:
- Co-Chefredaktion der Ernährungszeitschrift Iss Dich gesund seit 2017 (Chefredakteurin Carolin Streck), Klambt Verlag
- NDR-Kochstaffel Iss Dich gesund mit dem Ernährungsdoc zusammen mit dem Hamburger Fernsehkoch Tarik Rose[3]
- Podcast: So geht gesunde Ernährung mit Elisabeth Jessen

## Publikationen (Auswahl)
Beiträge
- zus. mit anderen: Self-reported hypoglycaemic events in 2430 patients with insulin-treated diabetes patients in the German sub-population of the HAT study. In: The journal Experimental and Clinical Endocrinology & Diabetes, 2017
- mit Maximilian Gabler, Nils Picker, Sabrina Mueller, Thomas Wilke, Silke Geier, Johannes Foersch, Jens Aberle, Stephan Martin: Baseline characteristics of German diabetes mellitus type-2 patients who initiated insulin usage: A claims data analysis. In: ISPOR 21st Annual European Congress 2019 (Barcelona).
- mit Maximilian Gabler, Nils Picker, Sabrina Mueller, Thomas Wilke, Silke Geier, Johannes Foersch, Jens Aberle, Stephan Martin: Guideline Adherence and Associated Outcomes in the Treatment of Type 2 Diabetes Mellitus Patients With an Incident Cardiovascular Comorbidity: An Analysis Based on a Large German Claims Dataset. In: Diabetes Therapy volume 12, 2021, S. 1209–1226.
- mit Maximilian Gabler, Nils Picker, Sabrina Mueller, Thomas Wilke, Silke Geier, Johannes Foersch, Jens Aberle, Stephan Martin: Real-world clinical outcomes and costs in type 2 diabetes mellitus patients after initiation of insulin therapy: A German claims data analysis on March 10, 2021; DIAB_108734; ELSEVIER

Neueste Bücher
- Die Neue Powerküche, ZS Verlag, 2023
- Diabetes Express Rezepte, GU Verlag, 2023
- Kochen für große und kleine Champions, ZS Verlag, 2023
- Meine 80 besten Rezepte gegen Bauchfett, GU Verlag, 2023
- Medical Cuisine – Gesunder Darm, GU Verlag, 2024
- Nie wieder dick nach der Abnehmspritze, GU Verlag, 2024
- 100 geniale Tricks für eine gesunde Ernährung, GU Verlag, 2024
- Der Glukose-Masterplan, ZS Verlag, 2024

Weitere Bücher
- mit Häring, Gallwitz, Müller-Wieland: Diabetologie in Klinik und Praxis. Thieme Verlag 2021, ISBN 978-3-13-242891-1, DOI: 10.1055/b000000048.
- Kindergesundheit – welche Rolle spielt die Ernährung aus medizinischer Sicht? Inf Orthop Kieferorthop 2019; 51: 11-15; Thieme Verlag, DOI:10.1055/a-0809-2822.
- 100 Fragen zu Diabetes Typ 2. Academos Verlag, 2008, ISBN 3-934410-68-5.
- 100 Fragen zu Diabetes Typ 1. Academos Verlag, 2008, ISBN 3-934410-67-7.
- 300 Fragen zu Diabetes. GU Verlag, 2010, ISBN 3-8338-0202-2.
- Diabetesberatung – klipp und klar. Elsevier-Verlag, 2011, ISBN 3-437-48660-8.
- Das Diabetes Kochbuch. GU Verlag, 2015, ISBN 3-8338-4427-2.
- Die Ernährungsdocs. ZS Verlag, München 2016, ISBN 978-3-89883-561-9.
- Das 20:80 Prinzip GU Verlag, München 2017, ISBN 978-3-8338-5997-7.
- Die Ernährungsdocs – Diabetes heilen. ZS Verlag, München 2017, ISBN 978-3-89883-561-9.
- Expresskochen Diabetes: Schnelle Genussrezepte für jeden Tag. GU Verlag, München 2017, ISBN 978-3-8338-6259-5.
- Die Ernährungs-Docs – Gute Verdauung: Die besten Ernährungsstrategien bei Reizdarm, Zöliakie, Morbus Crohn & Co. ZS Verlag, München 2018, ISBN 978-3-89883-822-1.
- Die Ernährungs-Docs – Starke Gelenke: Die besten Ernährungsstrategien bei Rheuma, Arthrose, Gicht & Co. ZS Verlag, München 2018, ISBN 978-3-89883-745-3.
- Iss dich gesund mit Dr. Riedl: Mein Ernährungswissen und 150 Rezepte für ein gutes, langes Leben. GU Verlag, München 2018, ISBN 978-3-8338-6430-8.
- Das 20:80-Kochbuch für Berufstätige: Abnehmen mit dem Erfolgsprinzip, GU Verlag, München 2018, ISBN 978-3-8338-6694-4.
- Artgerechte Ernährung: Heilung für Beschwerden, die Ärzte ratlos machen, GU Verlag, München 2019, ISBN 978-3-8338-6833-7.
- Artgerechte Ernährung – Das Kochbuch: Die besten Rezepte gegen Krankheiten und Beschwerden, die Ärzte ratlos machen. GU Verlag, München 2019, ISBN 978-3-8338-6873-3.
- Dr. Riedls 20:80 Expressküche: Abnehmen nach dem Erfolgsprinzip, GU Verlag, 2019, ISBN 978-3-8338-6430-8
- Die Ernährungs-Docs – Gesunde Haut: die besten Ernährungsstrategien bei Neurodermitis, Schuppenflechte, Akne & Co, ZS Verlag GmbH, München 2019, ISBN 978-3-89883-971-6.
- Die Ernährungs-Docs – Zuckerfrei gesünder leben. ZS Verlag, München 2020, ISBN 978-3-96584-003-4.
- Die Macht der ersten 1000 Tage. GU Verlag, München 2020, ISBN 978-3-8338-7275-4.
- Das Kochbuch der ersten 1000 Tage. GU Verlag, München 2020, ISBN 978-3-8338-7328-7.
- Mein Weg zur gesunden Ernährung. ZS Verlag, München 2020, ISBN 978-3-96584-075-1.
- mit Tarik Rose: Iss besser mit dem Ernährungs-Doc. ZS Verlag, München 2021, ISBN 3-96584-096-7.
- mit Johann Lafer: Medical Cuisine: Die Neuerfindung der gesunden Küche. GU Verlag, München 2021, ISBN 3-8338-7776-6.
- Vegetarisch Abnehmen nach dem 20:80 Prinzip. GU Verlag, München 2021, ISBN 3-8338-7705-7.
- mit Silja Schäfer, Anne Fleck, Jörn Klasen Schäfer: Die Ernährungs-Docs: Mein Ernährungstagebuch. ZS-Verlag, München 2021, ISBN 978-3-96584-106-2.
- Heilen Sie Ihren Diabetes. GU-Verlag, München 2022, ISBN 978-3-8338-8027-8.
- Der ultimative Schlankheitscode. GU-Verlag, München 2022, ISBN 978-3-8338-7568-7.
- mit Johann Lafer: Medical Cuisine – Das Antientzündungs-Kochbuch. GU-Verlag, München 2022, ISBN 978-3-8338-8389-7.
- mit Silja Schäfer, Anne Fleck, Jörn Klasen Schäfer: Die Ernährungs-Docs – Unser Anti-Bauchfett-Programm. ZS-Verlag, München 2022, ISBN 978-3-96584-195-6.
- Iss besser! LOW CARB, ZS Verlag, 2022, ISBN 978-3-96584-273-1
- Unser Essen – Killer und Heiler, GU Verlag, 2022, ISBN 3-8338-8303-0
- DIABETES-BACKBUCH, GU Verlag, 2023, ISBN 3-8338-8931-4
- Meine 100 besten Rezepte, ZS Verlag, 2023, ISBN 3-8338-8930-6
- Der Hafer-Masterplan, ZS Verlag, 2023, ISBN 978-3-96584-313-4